# 日本eスポーツ学生連盟
日本eスポーツ学生連盟（にほんいーすぽーつがくせいれんめい)は、日本各地の大学生、大学院生（または高校生、専門学校生などの学生も）によるeスポーツ大会の自主的運営を行う組織。日本の多くの大学から大会への参加がある。日本eスポーツ連合（旧JeSPA（一般社団法人 日本eスポーツ協会）の後援、その他民間企業等の協賛を得て対戦格闘ゲームの大会「格闘ゲーム大学対抗戦」等の大会を開催している。大会会場は日本経済大学大学院 渋谷246ホール、BS11本社ビル13階ホール等。

## 沿革
- 2014年　神奈川大学格闘ゲームサークル KFGCが初期の運営母体となり発足。前身となる第1回格闘ゲーム大学対抗戦開催。
- 2015年3月　団体設立
- 2016年頃　駒澤大学駒格、國學院大學格闘ゲームの集い、尚美学園大学Warm等が大会運営に加わっている。
- 2019年　第10回大会ではデジタルハリウッド大学格闘ゲームサークルも運営に参加、大会参加資格を大学生、大学院生、専門学校生、高等専門学校生としている[2]

## 大会開催
- 2014年より格闘ゲーム大学対抗戦（第2回より日本eスポーツ学生選手権大会を兼ねる）を開催している。

## 格闘ゲーム大学対抗戦大会結果
| 西暦、日付     | 大会名                     | 日本eスポーツ学生選手権大会回次 | 種目                                        | 優勝校                                 | 種目                                                  | 優勝校                       | 種目                                        | 優勝校                 | 種目                                 | 優勝校       | 種目                               | 優勝校                                           | 出場 校数 | 会場                                | 概要 |
| -------------- | -------------------------- | ------------------------------- | ------------------------------------------- | -------------------------------------- | ----------------------------------------------------- | ---------------------------- | ------------------------------------------- | ---------------------- | ------------------------------------ | ------------ | ---------------------------------- | ------------------------------------------------ | --------- | ----------------------------------- | ---- |
| 2014年3月9日   | 第1回格闘ゲーム大学対抗戦  | 第0回                           | アルティメット マーヴル バーサス カプコン 3 | 金沢工業大学                           | スーパーストリートファイターIV アーケードエディション | 北海道大学                   | ブレイブルー クロノファンタズマ             | 秋田大学               |                                      |              |                                    |                                                  | 18校      |                                     |      |
| 2015年3月15日  | 第２回格闘ゲーム大学対抗戦 | 第1回                           | ウルトラストリートファイター4               | 大学                                   | ギルティギア イグザード サイン                        | 大学                         | アルティメット マーヴル バーサス カプコン 3 | 大学                   | 電撃文庫ファイティングクライマックス |              |                                    |                                                  | 校        | 日本経済大学大学院 渋谷246ホール    |      |
| 2015年8月20日  | 第3回格闘ゲーム大学対抗戦  | 第2回                           | ウルトラストリートファイター4               | 北海道大学／北海道科学大学             | ブレイブルーCPEX                                      | 立命館大学／京都工芸繊維大学 | ギルティギアXrd                             | 筑波大学／東京理科大学 |                                      |              |                                    |                                                  | 校        | 東京アニメ・声優専門学校 北葛西校舎 |      |
| 2016年3月２3日 | 第4回格闘ゲーム大学対抗戦  | 第3回                           | ウルトラストリートファイター4               | 慶應義塾大学・関東学院大学             | ギルティギア イグザード サイン                        | 東京理科大学                 | 電撃文庫 ファイティング クライマックス      | 神奈川大学             |                                      |              |                                    |                                                  | 校        | 快・決いい会議室 Bホール            |      |
| 2016年8月29日  | 第5回格闘ゲーム大学対抗戦  | 第4回                           | ストリートファイター5 3on3                  | 駒澤大学A                              | ギルティギア イグザード レベレーター3on3              | 東京理科大学A                |                                             |                        |                                      |              |                                    |                                                  | 校        | 日本経済大学大学院 渋谷246ホール    |      |
| 2017年3月14日  | 第6回格闘ゲーム大学対抗戦  | 第5回                           | ギルティギア イグザード レベレーター 3on3   | 東京理科大学                           | ブレイブルー セントラルフィクション 3on3              | 東京工科大学                 |                                             |                        |                                      |              |                                    |                                                  | 校        | 日本経済大学大学院 渋谷246ホール    |      |
| 2017年9月10日  | 第7回格闘ゲーム大学対抗戦  | 第6回                           | ストリートファイター5                       | 常葉大学＆滋賀大学＆代々木ゼミナール   | ギルティギア Xrd REV 2                                | 早稲田大学A                  | ブレイブルーセントラルフィクション          | HAL大阪＆大阪商業大学  |                                      |              |                                    |                                                  | 校        | 日本経済大学大学院 渋谷246ホール    |      |
| 2018年3月18日  | 第8回格闘ゲーム大学対抗戦  | 第7回                           | ストリートファイター5アーケードエディション | 滋賀大学/常葉大学                      | ギルティギア Xrd REV 2                                | 早稲田大学A                  | ブレイブルーセントラルフィクション          | HAL大阪/大阪商業大学   |                                      |              |                                    |                                                  | 校        | 日本経済大学大学院 渋谷246ホール    |      |
| 2018年9月16日  | 第9回格闘ゲーム大学対抗戦  | 第8回                           | ストリートファイター5アーケードエディション | 東京大学                               | ギルティギア Xrd REV 2                                | 東京工業大学&高知工科大学    | ブレイブルーCROSS TAG BATTLE                | 新潟大学&神奈川大学    |                                      |              |                                    |                                                  | 校        | BS11本社ビル 13階ホール             |      |
| 2019年3月17日  | 第10回格闘ゲーム大学対抗戦 | 第9回                           | ストリートファイター5アーケードエディション | 駿河台大学＆千葉商科大学＆多摩美術大学 | ギルティギア Xrd REV 2                                | 広島工業大学＆高知工科大学   | 鉄拳7                                       | 広島工業大学           | ブレイブルークロスタッグバトル       | 埼玉県立大学 | ブレイブルーセントラルフィクション | 追手門学院大学＆四国職業能力開発大学校＆岐阜大学 | 校        | BS11本社ビル 13階ホール             |      |

## その他大会主催・共催・協賛

### BS11cup全日本eスポーツ学生選手権大会
- 2018年10月27日　BS11cup全日本eスポーツ学生選手権大会「ウイニングイレブン 2019」優勝　拓殖大学早川純太選手[13]

### CAPCOM　ストリートファイターリーグ: College JP 2019
- 2019年6月CAPCOM　ストリートファイターリーグ: College JP 2019[14][15][16]

## 採用種目
2017年現在
- 格闘ゲーム
- League of Legends
- ぷよぷよ
- テトリス
- オーバーウォッチ

等

## 参加校
- 神奈川大学 格闘ゲームサークルKFGC
- 國學院大學 格闘ゲームの集い
- 早稲田大学テトリス研究会
- 早稲田大学ぷよぷよ戦術技術開発研究所
- 早稲田大学格闘ゲームサークルWISION
- 京都産業大学 HEARTH STONE　神山STONE
- 日本経済大学（渋谷）マンガ・アニメ・ゲーム同好会
- 駒澤大学ゲームサークル「駒格」
- 尚美学園大学Warm
- デジタルハリウッド大学格闘ゲームサークル

等

## その他
- 第一回大会は、Ustream Asiaの協力を得て全国の大学から100人以上の参加希望が集まった。[17][信頼性要検証]
- 神奈川大学格闘ゲームサークル KFGC溝口晃太郎はFPSの学生大会は既に存在したが格闘ゲームの大会が無い事から自ら作ったと語っている。
- 大会運営は、日本各地の大学生等の自主運営に寄与するところが大である[18]
- その後の大会ではLeague of Legends(リーグ・オブ・レジェンド)、FPS（オーバーウォッチなど）も競技種目に加え、FPS部門も、日本で最大規模の学生が参加する大会となっている。[17][信頼性要検証]
- 他の大会では「参加資格は同学校チーム3人」としているのに対して「1人でも参加可能、チームメイトはこちらで斡旋します」という1人から参加可能な方針をとっている。その為〇〇大学＆〇〇大学というような混成チームがしばしば参加している。[17][信頼性要検証]
- 1991年CAPCOM『ストリートファイターII』世代、その後ＳＮK『餓狼伝説』、『サムライスピリッツ』等の世代、SEGA『バーチャファイター』NAMCO『鉄拳シリーズ』の世代の頃も昔から大学生の格闘ゲームサークルは存在はしていたがエレクトロニック・スポーツ(eスポーツ)としての大会運営をインターネット通信回線（オンライン）等を利用して全国規模で行う学生の団体としては2019年現在日本最大規模となっている。